# Köylijärvi
Köylijärvi är en sjö i Finland. Den ligger i Nådendals stad i landskapet Egentliga Finland, i den sydvästra delen av landet, 170 km väster om huvudstaden Helsingfors. Köylijärvi ligger 26 meter över havet. Den ligger på ön Rimito. I omgivningarna runt Köylijärvi växer i huvudsak barrskog. Arean är 7,8 hektar och strandlinjen är 1,19 kilometer lång. Sjön  ingår i Norra Skärgårdshavets avrinningsområde. 